# Vịt què

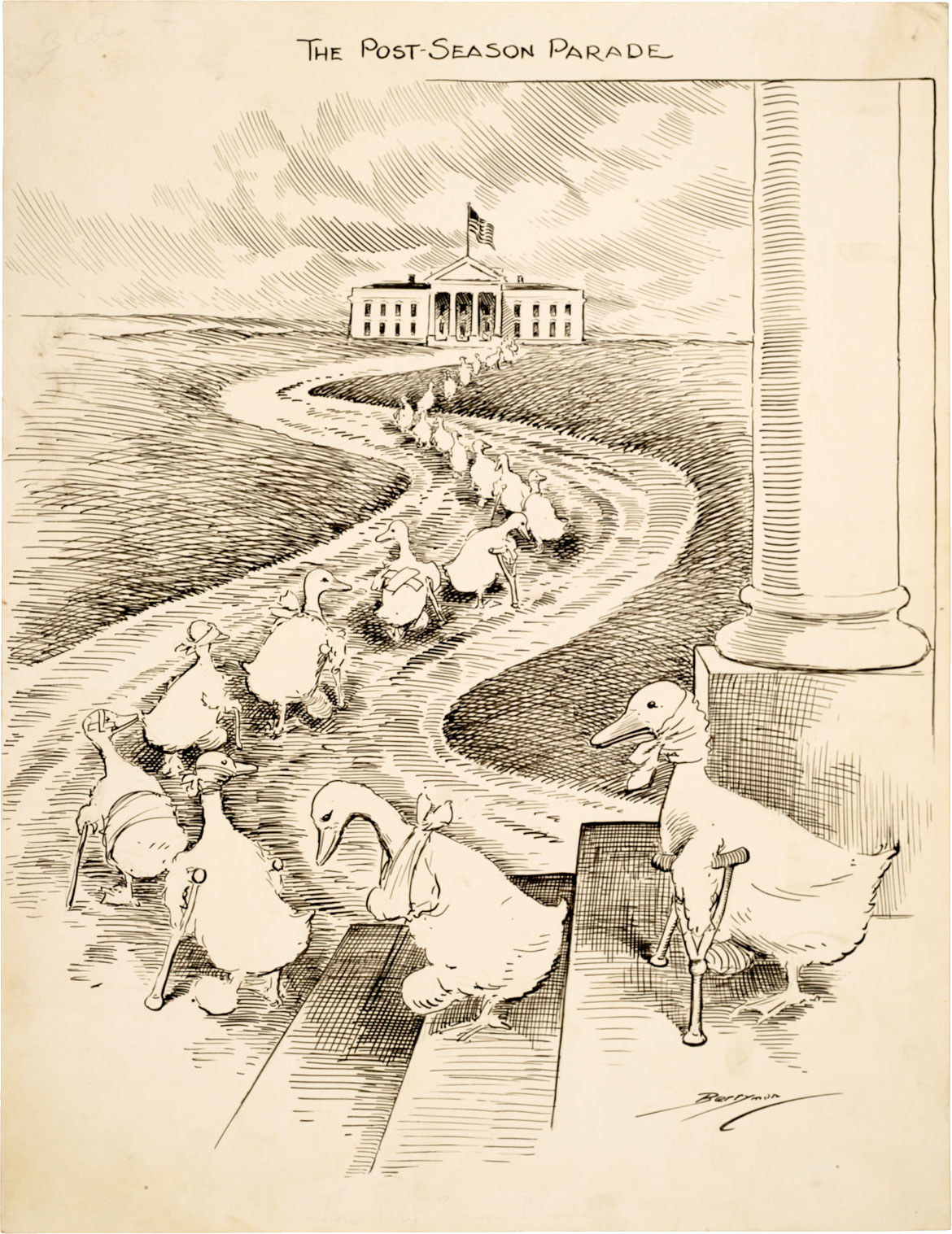
Tranh biếm họa về một loạt con vịt què rời nhiệm sở

Trong chính trị, lame duck (vịt què) là từ tiếng Anh để chỉ chính trị gia đã có người kế nhiệm hoặc sắp có người kế nhiệm. Một người như vậy thường được coi là có ít ảnh hưởng hơn đối với các chính trị gia khác do thời gian có hạn trong nhiệm sở. Ngược lại, một con vịt què có thể tự do đưa ra quyết định bằng cách sử dụng quyền lực thông thường của mình mà không phải lo sợ hậu quả, chẳng hạn như sắc lệnh hành pháp, ân xá, hoặc những điều luật gây tranh cãi khác. Có những chính trị gia vịt què là do giới hạn nhiệm kỳ, nghỉ hưu đã có kế hoạch trước, hoặc thua cử, và càng rõ rệt trong những hệ thống chính trị có một khoảng thời gian nhất định giữa việc thông báo kết quả và lúc người thắng cử nhận nhiệm sở. Ngay cả ở cấp địa phương, những chính trị gia không tái tranh cử có thể mất đi uy tín và tầm ảnh hưởng của mình. Những dự án chưa được hoàn tất có thể bị bỏ bễ khi tầm ảnh hưởng của họ giảm sút. 

## Nội dung
Ban đầu, thuật ngữ này được dùng để chỉ các nhà đầu tư không thể trả nợ. Nhưng ở Mỹ, suốt thời gian qua, thuật ngữ con vịt què lại được dùng để chỉ các chính trị gia mãn nhiệm yếu ớt, đặc biệt gắn liền với các tổng thống đương chức sắp mãn nhiệm. ở Mỹ, từ lóng con vịt què gắn liền với tổng thống hơn là nghị sĩ. Đối với vị trí này, giai đoạn vịt què là thời gian cuối trong nhiệm kỳ cuối cùng của họ vì họ không được bầu lại nữa hoặc họ không thể tranh cử lần nữa. Thông thường, từ lóng này được dùng để chỉ các tổng thống đã tại vị hai nhiệm kỳ và đang ở giai đoạn cuối nhiệm kỳ hai hay là thuật ngữ mà người Mỹ dùng để ví von những vị tổng thống không thể tái ứng cử.
Nhiều người cho rằng tổng thống Mỹ cuối nhiệm kỳ đã không còn quyền lực nhưng đó chỉ là những suy đoán cảm tính, giống như nghị sĩ Dân chủ Patrick Leahy đã phát biểu "Dù là vịt què thì ông ta vẫn là tổng thống (No president is ever a lame duck. He's still president). Để ngăn ngừa tổng thống lạm quyền trong những thời khắc cuối cùng do đó Quốc hội Mỹ đã thông qua Điều bổ sung sửa đổi thứ 20 trong hiến pháp mang tên Điều sửa đổi về công chức mãn nhiệm (Lame duck Amendment). Luật bổ sung này được thông qua năm 1993, theo đó giảm thời gian của giai đoạn giữa ngày bầu cử và ngày bắt đầu nhiệm kỳ mới của tổng thống và quốc hội. 